# 1213
1213 (MCCXIII) a fost un an obișnuit al calendarului iulian.

## Evenimente
- 27 ianuarie: Contele Raymond al VI-lea de Toulouse depune omagiu regelui Petru al II-lea al Aragonului.
- 8 aprilie: Regele Filip al II-lea August al Franței, autorizat de papa Inocențiu al III-lea să cucerească Anglia, își adună vasele la Soissons și îl însărcinează pe fiul său, Ludovic (viitorul Ludovic al VIII-lea al Franței) să conducă expediția împotriva regelui Ioan al Angliei.
- 15 mai, Dover: Regele Ioan al Angliei, confruntat cu revolta supușilor săi, se supune papei Inocențiu III, care în schimb ridică interdictul lansat în 1208 asupra sa; ca o consecință, Stephen Langton este restaurat în funcția de arhiepiscop de Canterbury.
- 30 mai: Bătălia de la Damme: flota engleză condusă de William Longsword distruge o flotă franceză în largul Belgiei, zădărnicind planurile lui Filip al II-lea al Franței de a invada Regatul Angliei.
- 13 septembrie: Bătălia de la Muret: participanții la cruciada albigensă, conduși de Simon de Montfort, înfrâng forțele reunite ale contelui Raymond al VI-lea de Toulouse și ale regelui Petru al II-lea al Aragonului; contele de Toulouse se refugiază în Anglia.

### Nedatate
- Atestarea documentară a orașului Cluj.
- Incursiuni ale mongolilor în Coreeaț.
- Prima mențiune documentară a populației secuiești în Transilvania. Au urmat pe unguri spre Pannonia în sec.al 9-lea și au fost plasați la început în nord-vestul Transilvaniei, pentru pază de hotar. Au fost mutați spre sud în sec.al 13-lea pe locurile în care trăiesc și astăzi.
- Statul chinez Jin este prădat de mongolii lui Ginghis-han, care cruță doar Pekinul.
- Vermandois, Valois și Auvergne trec în domeniul regal al Franței.

## Nașteri
- 9 martie: Hugues IV, duce de Burgundia, cruciat (d. 1271)
- Andrea Taffi, pictor italian (d. 1294)

## Decese
- 12 ianuarie: Tamara, regină a Georgiei, 52 ani (n. c. 1160).
- 12 septembrie: Petru al II-lea, rege al Aragonului, 38 ani (n. 1174)
- Dowsprunk, mare cneaz al Lituaniei (n. ?)
- Sharafeddin Tusi, 77 ani, matematician persan (n. 1135)

## Înscăunări
- Iacob I (Cuceritorul), rege al Aragonului (1213-1276)